# 赤とんぼ (童謡)

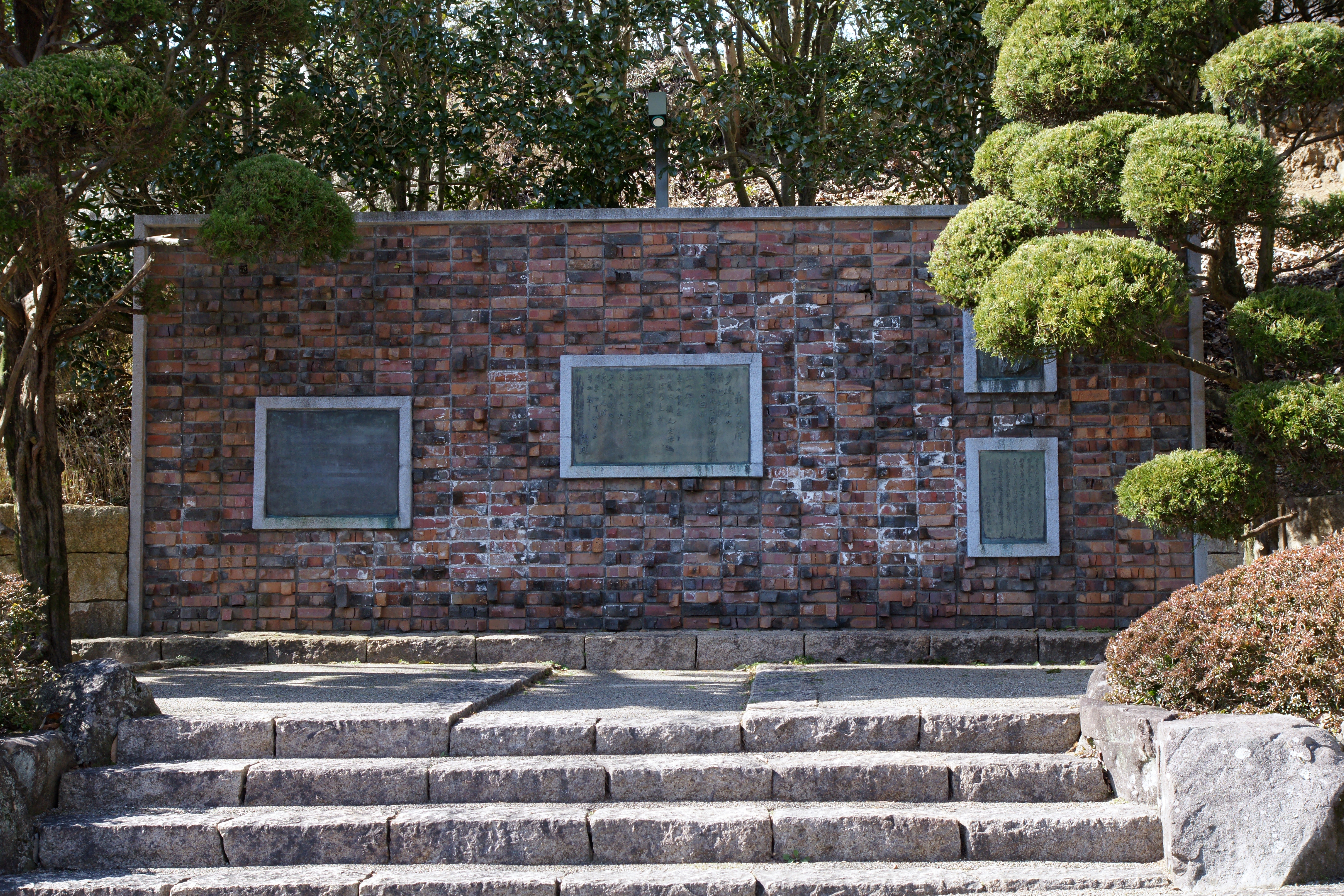
「赤とんぼ」石碑（兵庫県たつの市）

「赤とんぼ」（赤蜻蛉、あかとんぼ）は、三木露風の作詞、山田耕筰の作曲による、日本の代表的な童謡の一つである。夕暮れ時に赤とんぼを見て、昔を懐かしく思い出すという、郷愁にあふれた歌詞である。2007年（平成19年）に日本の歌百選の1曲に選定された。瀧廉太郎も携わったと言われる。

## 概要
三木露風が1921年（大正10年）に、当時勤務していた北海道・渡島当別（現在の北斗市の一部）のトラピスト修道院近くにある自宅で竿の先に留まっている赤とんぼを見つけ、故郷である兵庫県揖保郡龍野町（現在のたつの市）で過ごした子どもの頃への郷愁が湧き上がったことから作ったといわれ、同年8月に雑誌『樫の木』に最初に発表した
。その後、12月に童謡集『真珠島』で一部修正する。この詩に、1927年（昭和2年）、山田耕筰が曲をつけた。たつの市の童謡の小径に記念碑がある。また埼玉県久喜市の久喜青葉団地内に所在する童謡の小道に歌碑が置かれている。
作曲者の山田耕筰が昭和初期に暮らしていた神奈川県茅ヶ崎市では、防災行政無線で午後5時にこのメロディーを流している。
1955年（昭和30年）2月に封切られた映画『ここに泉あり』の挿入歌として用いられ（美しい日本の子どものうた、ドレミ楽譜出版社より）、1961年（昭和36年）に封切られた映画『夕やけ小やけの赤とんぼ』の挿入歌としても用いられ、いずれも、作曲者の山田耕筰が特別出演している。
1965年（昭和40年）10月にはNHKの『みんなのうた』でも紹介された。編曲は荒谷俊治、歌は東京放送児童合唱団、映像は谷内六郎製作による静止画像。2016年現在みんなのうた発掘プロジェクトにより音声のみ発掘されている。
1982年（昭和57年）に俳優・お笑いタレントの斎藤清六がこの曲を吹き込み、アルバム『なんなんなんだ!?』に収録した。
1984年（昭和49年）秋にニッポン放送の『梶みきおの昼休み天国』内「思い出のオルゴール」コーナーにて行われた「いまの季節、いまの時間、あなたの聴きたい、歌いたい歌は……?」という電話リクエストにおいて、本楽曲が1位を獲得した。
1989年（平成元年）に「『日本のうた・ふるさとのうた』全国実行委員会」がNHKを通じて全国アンケートにより実施した「あなたが選ぶ日本のうた・ふるさとのうた」で、「赤とんぼ」がリクエスト総数952件中96件を占めて第1位を獲得した。
1990年（平成2年）、B.B.クィーンズのアルバム『WE ARE B.B.クィーンズ』に収録（ヴォーカル:近藤房之助、編曲:中島正雄）。
2003年（平成15年）にNPO「日本童謡の会」が全国約5800人のアンケートに基づき発表した「好きな童謡」で、「赤とんぼ」は851票を獲得し第1位に選ばれた。
グレッグ・アーウィンによる英訳詞「Dragonflies」が存在し、アーウィン自身の歌唱により1997年4月21日発売のアルバム『ハッピー・チャイルド!〜英語でうたおう　こどものうた　みんなのうた〜』、1999年発売のアルバム『英語でうたう日本の童謡2』（共にビクターエンタテインメントから発売）に収録された。

## 歌詞
| 赤とんぼ |
| --- |
| 夕焼、小焼の、 あかとんぼ、 負われて見たのは、 いつの日か。 山の畑の、 桑の実を、 小籠（）に、つんだは、 まぼろしか。 十五で、姐（）やは、 嫁にゆき、 お里の、たよりも、 たえはてた。 夕やけ、小やけの、 赤とんぼ。 とまっているよ、 竿の先。 |

「姐や」は自分の姉ではなく、この家で子守奉公していた女中のことである。「お里のたより」は、女中の故郷からこの家に送られてくる便り、または、故郷に帰った女中からの便りと解釈されるが、女中を介して実母から届く便りなどといった説もある。

## 旋律
旋律はヨナ抜きの5音音階である。昭和3年に出版された『山田耕作童謡百曲集. 2』には、5線譜（ヘ長調。フラット1つ）と度数譜による旋律のみで、伴奏は書かれていない。
なお、この曲の前半は、シューマンの『序奏と協奏的アレグロ』ニ短調 op.134 の中で18回繰り返されるフレーズに酷似していることが指摘されている 。
また、「赤とんぼ」のメロディーは当時のアクセント（「あ」が高くなる頭高型アクセント）を反映している。

## 編曲
- 秋の訪れ変奏曲 - 鈴木奈美の編曲。『おもしろ変奏曲にアレンジ! 〜日本のうた〜』（ヤマハミュージックメディア）に掲載。

## 赤とんぼの碑
神奈川県茅ヶ崎市南湖3丁目17
神奈川県茅ヶ崎市東海岸北1丁目4
神奈川県茅ヶ崎市茅ヶ崎2丁目3
神奈川県茅ケ崎市の以上3か所に、「赤とんぼの碑」が設置されている。
北海道北斗市三ツ石392　トラピスト修道院内